# WΔZ
WΔZ és una pel·lícula britànica de ficció criminal i thriller de terror del 2007 dirigida per Tom Shankland, escrita per Clive Bradley, i protagonitzada per Stellan Skarsgård, Melissa George, Selma Blair i Tom Hardy. La pel·lícula es va estrenar als Estats Units amb el títol The KiIIing Gene. Ha estat doblada al català.

## Argument
Amb el rerefons d'una Nova York fosca i empapada de pluja, "WΔZ" segueix els esforços d'investigació del detectiu Eddie Argo (interpretat per Stellan Skarsgård) i la seva nova parella Helen Westcott (interpretada per Melissa George). Junts, s'embarquen en un viatge per resoldre una sèrie d'assassinats horripilants que s'han apoderat de la ciutat.
El modus operandi de l'agressor consisteix a tallar l'Equació de Price (wΔz = Cov (w,z) = βwzVz) als pits de cada víctima, presentant un trencaclosques críptic perquè els detectius puguin resoldre. Mentre Eddie Argo i Helen Westcott s'endinsen en les complexitats d'aquesta enigmàtica equació, sorgeix una revelació esgarrifosa: cada víctima s'enfronta a un dilema moral, una opció entre cometre un acte odiós matant els seus éssers estimats o enfrontar-se a la seva pròpia desaparició.
Els detectius aviat s'adonen que l'autor (interpretat per Selma Blair), impulsat per una profunda tragèdia personal, està lluitant amb una situació similar. El motiu dels assassinats es converteix en una exploració de la filosofia existencial, ja que l'autor busca conciliar la seva pròpia angoixa obligant els altres a enfrontar-se al mateix dilema ètic.
A mesura que es desenvolupa la investigació, la línia entre el correcte i el mal es difumina i els personatges s'enfronten a les crues realitats de la naturalesa humana. "WΔZ" teixeix una narració de suspens que s'endinsa en les profunditats de l'ambigüitat moral i el pes psicològic de la pèrdua profunda.

## Repartiment
- Stellan Skarsgård com a Eddie Argo
- Melissa George com a Helen Westcott
- Selma Blair com a Jean Lerner
- Tom Hardy com a Pierre Jackson
- Ashley Walters com a Daniel Leone
- Paul Kaye com a Gelb
- Michael Wildman com a O'Hare
- Sally Hawkins com a Elly Carpenter
- Michael Liebman com a Wesley Smith
- John Sharian com a Jack Corelli
- Alibe Parsons com a Miss Allaway
- Sean Brian Chipango com a Jamal Osman / Khaled Osman
- Barbara Adair com Alice Jackson
- Lauren Hood com Sharon Williams
- Sheila Kerr com Alison Lerner
- Joshua O'Gorman com Dominic Carpenter
- Robert Phillips com el capità Maclean
- Marcus Valentine com Hassan Harbi
- Peter Ballance com a camioner
- Igor Smiljevic com a líder SWAT
- Larry Cowan com a drogadicte
- Laurence Doherty com a detectiu de Nova York
- Roy McManus com a paramèdic

## Llançament i recepció
La pel·lícula va rebre crítiques generalment positives. El lloc web d'agregació de ressenyes Rotten Tomatoes dona a la pel·lícula una puntuació del 71% basada en les ressenyes de 14 crítics.
CHUD.com va escriure sobre la pel·lícula: "El director Tom Shankland pinta un retrat ombrívol que encaixa bé amb el guió de Clive Bradley. És un gran debut per als dos cineastes que van crear una pel·lícula que funciona a gairebé tots els nivells".
DVD Talk va escriure: "Però no ens enganyem: aquest és un thriller de terror desagradable que té una sensació de Class of 1984, tot i que té el més en comú. amb la sèrie Saw (fins i tot la línia "Oh, sí, hi haurà sang!" es transforma en "Però hi haurà dolor!") No és tan extravagantment brutal, però és encara terrorífica."
Fortean Times va escriure: "Tot i que els girs de la trama rarament són una sorpresa, la sensació sombría i el ritme efectiu de la pel·lícula, i una actuació central apassionant, encara que de tant en tant massa exagerada, de Skarsgård, fan d'això una aventura genuïnament emocionant al territori Se7en, malgrat la desafortunada ximpleria del títol."